# Breisacher Straße (München)
Die Breisacher Straße ist eine Innerortsstraße im Stadtbezirk Au-Haidhausen (Nr. 5) von München.

## Verlauf
Die Straße beginnt in geradliniger Verlängerung der Pariser Straße an der Kreuzung mit der boulevardartigen Wörthstraße, die sich hier nach Nordwesten zum Bordeauxplatz erweitert. Unmittelbar vor der Einmündung der von Orleansplatz am Ostbahnhof kommenden Belfortstraße biegt sie nach Osten ab und führt zur Elsässer Straße. Dort knickt sie wieder nach Nordosten ab und führt zur Spicherenstraße. An dieser geht sie in den Michael-Huber-Weg über. Der Platz am Ende der Belfortstraße war 1672 als – wegen des nicht erfolgten Grunderwerbs nie realisierter – Straßburger Platz benannt.

## Öffentlicher Verkehr
Auf der Straße verkehren keine öffentlichen Verkehrsmittel. Jedoch wird sie am Orleansplatz durch die U-Bahn (Linie 5, Station Ostbahnhof) und die S-Bahn erschlossen. Am Orleansplatz ist auch eine Straßenbahnhaltestelle. Dort befindet sich zudem ein großer Busbahnhof.

## Namensgeber
Die Straße im nach 1870 geschaffenen Franzosenviertel (Ostbahnhofviertel, geschütztes Ensemble E-1-62-000-48) in Haidhausen war ursprünglich Teil der Pariser Straße. Die eigenständige Benennung nach der Stadt Breisach am Rhein ist erst 1912 erfolgt. In der NS-Zeit wurde der Straßenname auch auf die Einnahme der französischen Festung Neuf-Brisach (Neubreisach) gegenüber von Breisach im November 1870 bezogen.

## Charakteristik

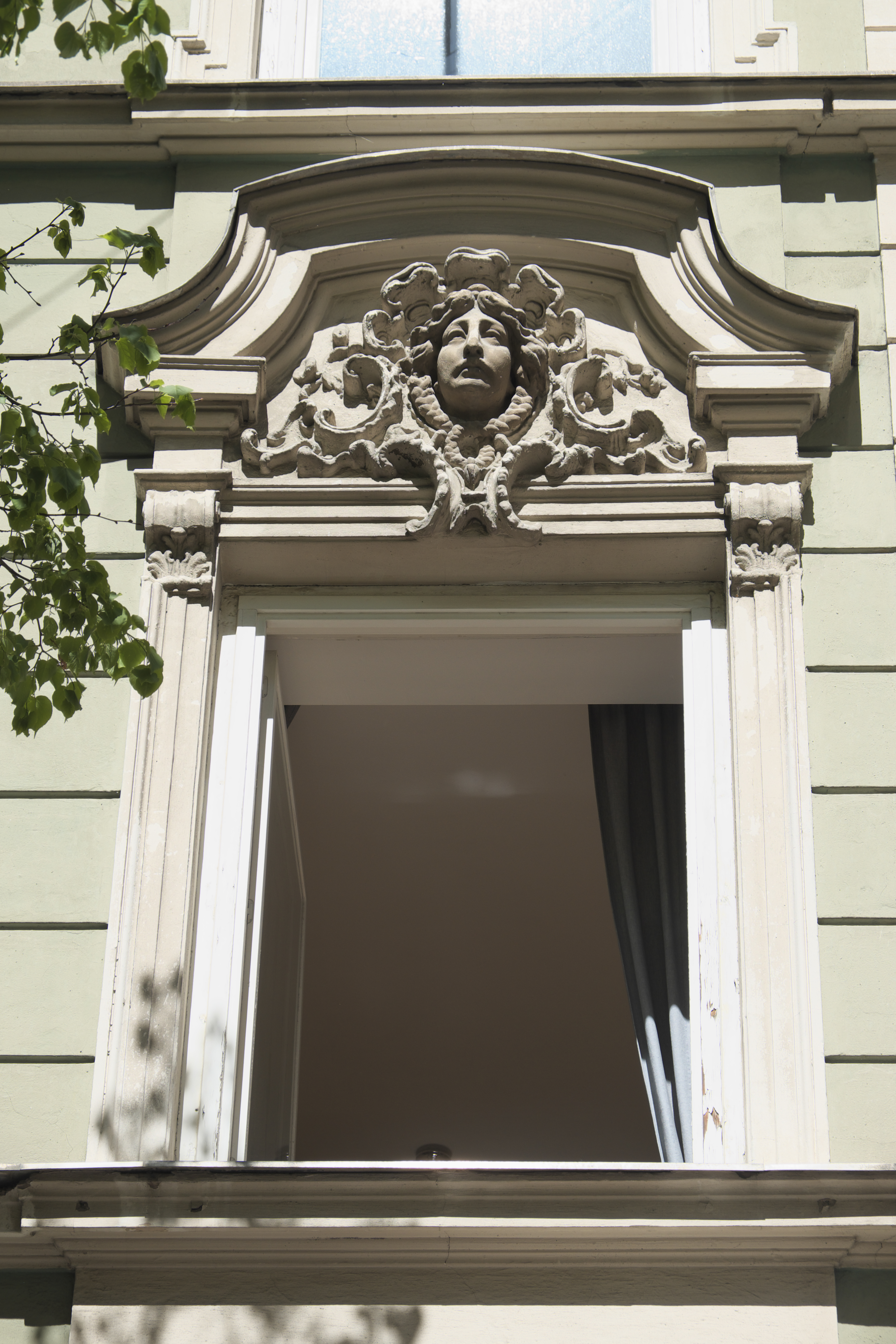
Hausnr. 23, Fassadendetail

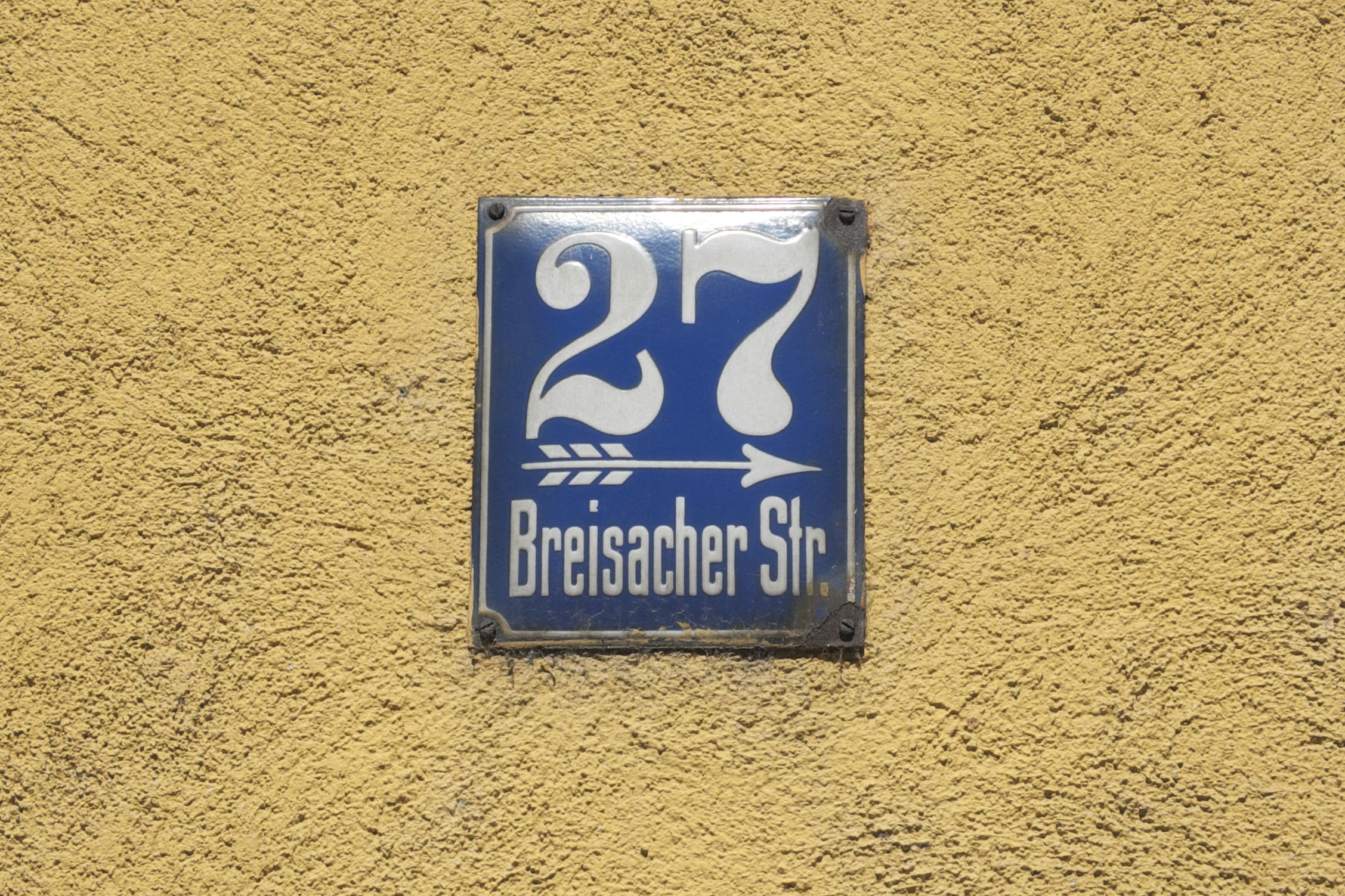
Hausnummernschild

Die Straße mit gründerzeitlicher, einheitlich meist vier-, vereinzelt fünfgeschossiger Bebauung aus der Zeit um 1890/1900 setzt die Pariser Straße nach Nordosten fort. Der mehrfache Knick des Verlaufs ist für die Bebauung des Franzosenviertels ungewöhnlich.

## Denkmalgeschützte Häuser
- Nr. 3: Mietshaus, viergeschossiger Neubarockbau mit Satteldach und Stuckdekor, 1899; Rückgebäude, Wohn- und Werkstättenbau, viergeschossiger, U-förmiger Bau um teilweise abgesenktem Innenhof, gleichzeitig (Denkmalliste D-1-62-000-963)
- Nr. 4: Mietshaus, viergeschossiger Neubarockbau mit Mansarddach, zwei Erkern und Zwerchgiebeln, reich gegliederte und stuckierte Fassade, um 1890/1900 (Denkmalliste D-1-62-000-964)
- Nr. 7: Mietshaus, viergeschossiger Jugendstilbau mit Satteldach, zwei Erkern und Zwerchhäusern, um 1900 (Denkmalliste D-1-62-000-965)
- Nr. 8: Mietshaus, viergeschossiger Neubarockbau mit Mansarddach und Stuck, von Hans Thaler, 1897; vgl. Nr. 10 (Denkmalliste D-1-62-000-966)
- Nr. 10: Mietshaus, viergeschossiger Neubarockbau in Ecklage, mit Mansarddach und gegliederter und stuckierter Fassade, von Hans Thaler, 1896–97; Gruppe mit Nr. 8 (Denkmalliste D-1-62-000-967)
- Nr. 11: Mietshaus, neubarock, mit Mittelgiebel, um 1900 (Denkmalliste D-1-62-000-968)
- Nr. 12: Mietshaus, viergeschossiger Satteldachbau in deutscher Renaissance, mit Schweifgiebel, um 1890/1900 (Denkmalliste D-1-62-000-969)
- Nr. 14: Mietshaus, viergeschossiger Neubarockbau mit Satteldach und Stuckdekor, Zwerchhaus mit Ziergiebel, um 1890/1900 (Denkmalliste D-1-62-000-970)
- Nr. 18: Mietshaus, fünfgeschossiger Neubarockbau mit Walmdach in Ecklage, reich gegliederte und stuckierte Fassade, 1896 (Denkmalliste D-1-62-000-971).
- Nr. 19: Mietshaus, fünfgeschossiger Neurenaissancebau in Ecklage, mit Mansarddach und turmartig erhöhter Ecke, 1890/1900 (Denkmalliste D-1-62-000-972).
- Nr. 22: Mietshaus, viergeschossiger Satteldachbau in deutscher Renaissance, mit Zwerchgiebel, von Hans Thaler, 1901; Gruppe mit Nr. 24 und 26 (Denkmalliste D-1-62-000-973)
- Nr. 23: Mietshaus, viergeschossiger Neubarockbau mit Zwerchhaus, reich gegliederte und stuckierte Fassade, um 1890/1900 (Denkmalliste D-1-62-000-974)
- Nr. 24: Mietshaus, viergeschossiger Satteldachbau in deutscher Renaissance, schlichte Fassade mit Schweifgiebel, um 1900; Gruppe mit Nr. 22 und 26 (Denkmalliste D-1-62-000-975)
- Nr. 26: Mietshaus, viergeschossiger Satteldachbau in deutscher Renaissance, mit Satteldach und Schweifgiebel, um 1900; Gruppe mit Nr. 22 und 24 (Denkmalliste D-1-62-000-976)
- Nr. 27: Mietshaus, viergeschossiger, traufständiger Satteldachbau mit geschweiftem Zwerchgiebel, von Jakob Freundorfer, 1897/98 (Denkmalliste D-1-62-000-9669)

Siehe auch die Liste der Baudenkmäler in Haidhausen

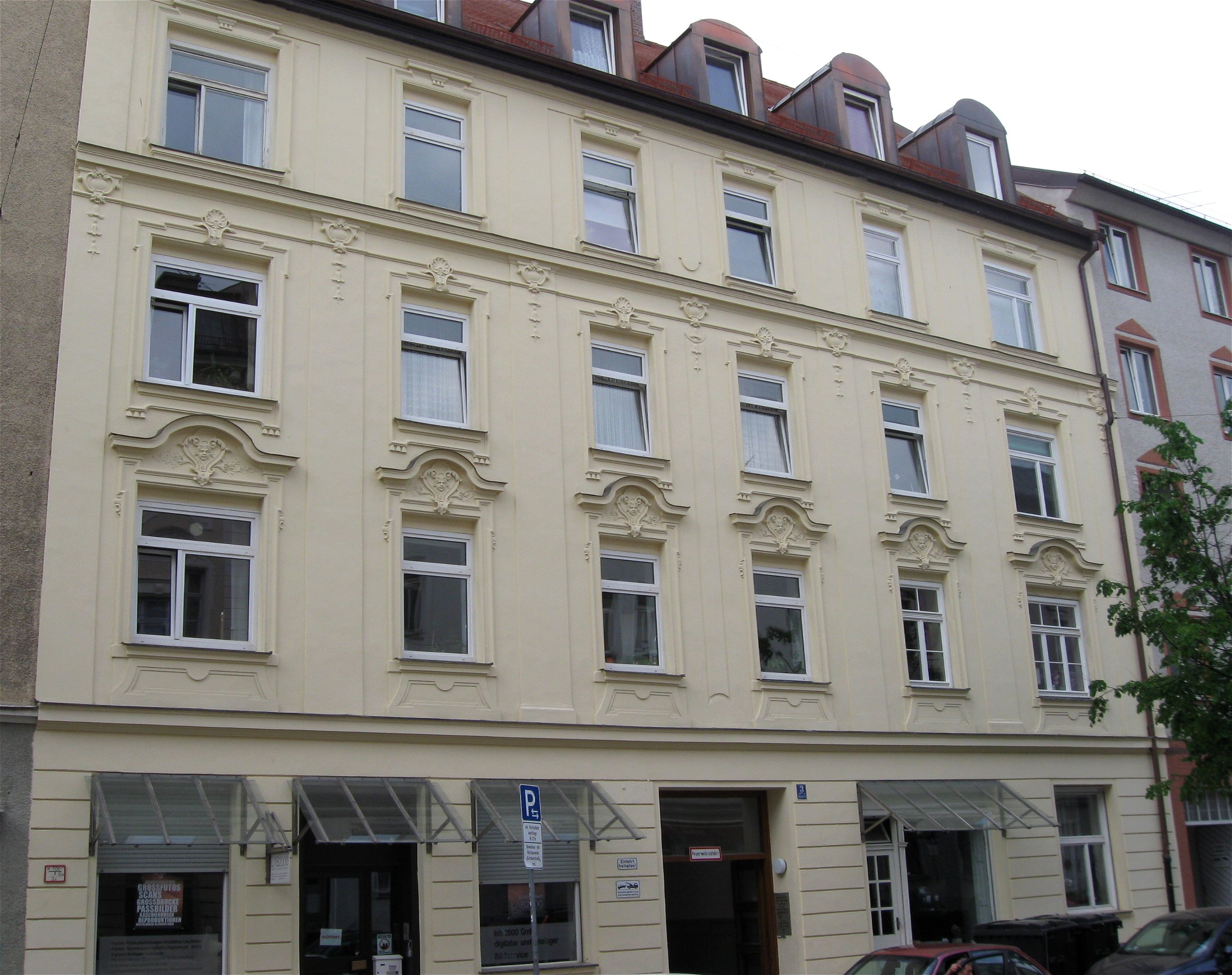
Breisacher Straße 3
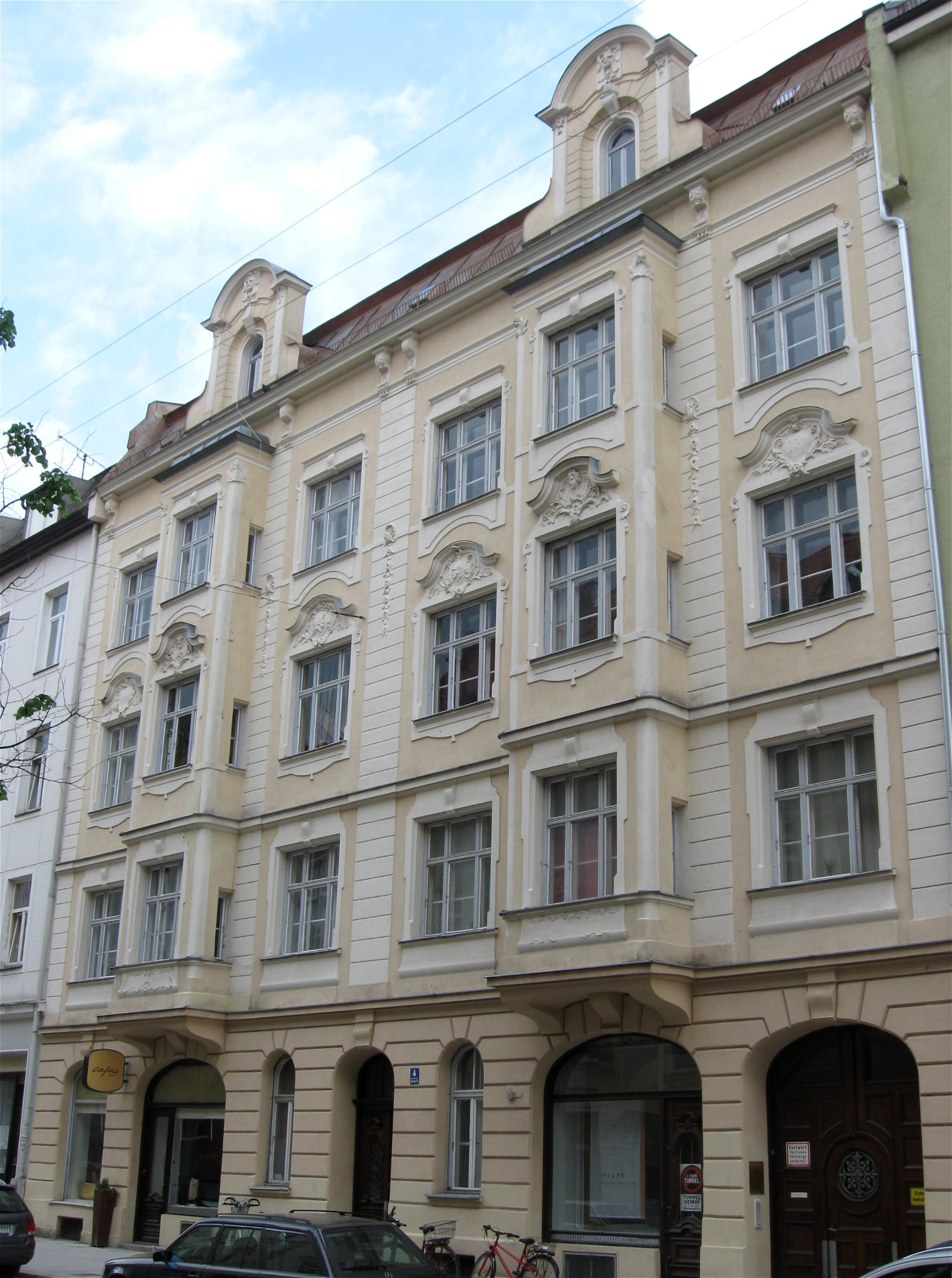
Breisacher Straße 4
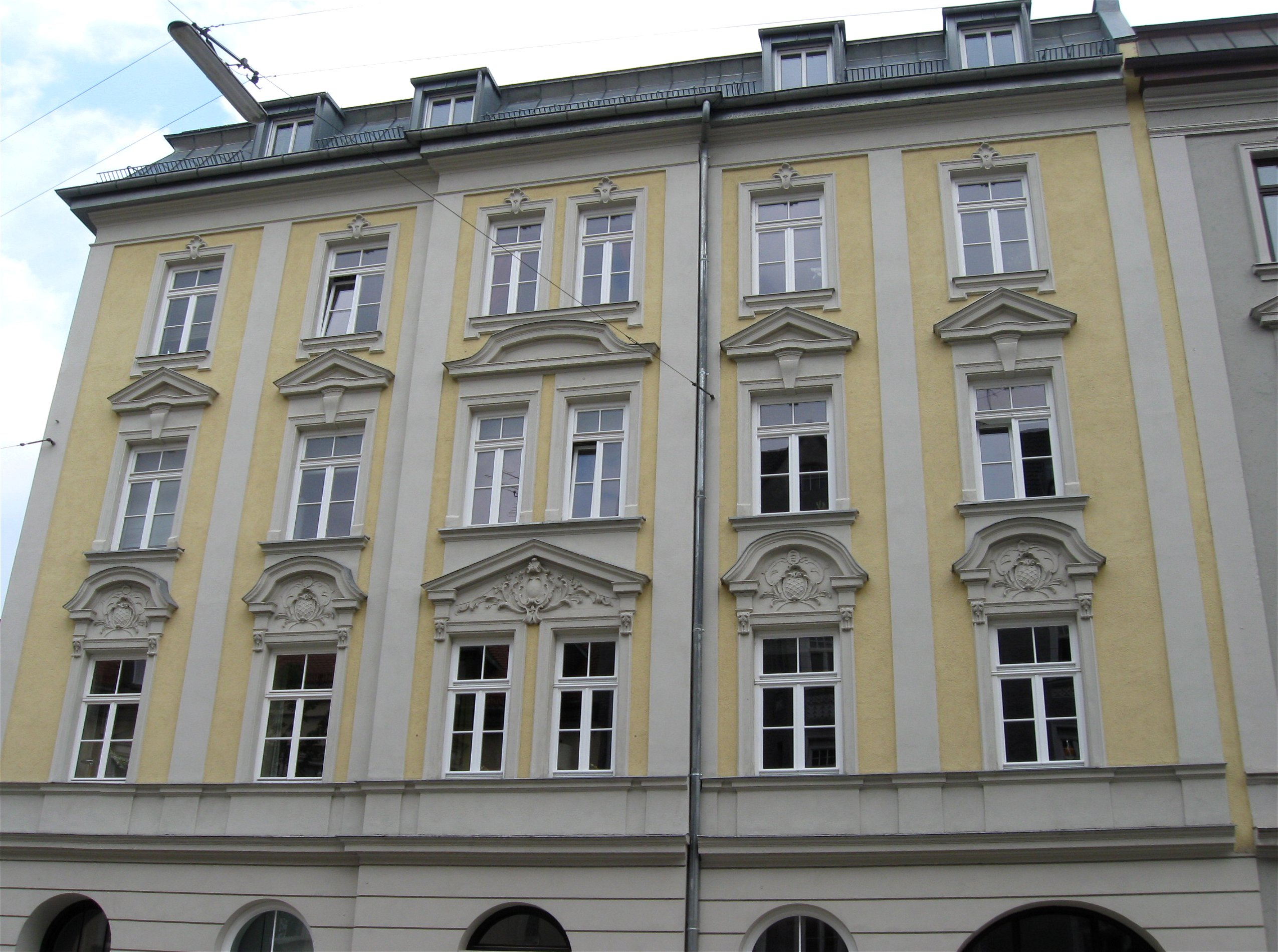
Breisacher Straße 10
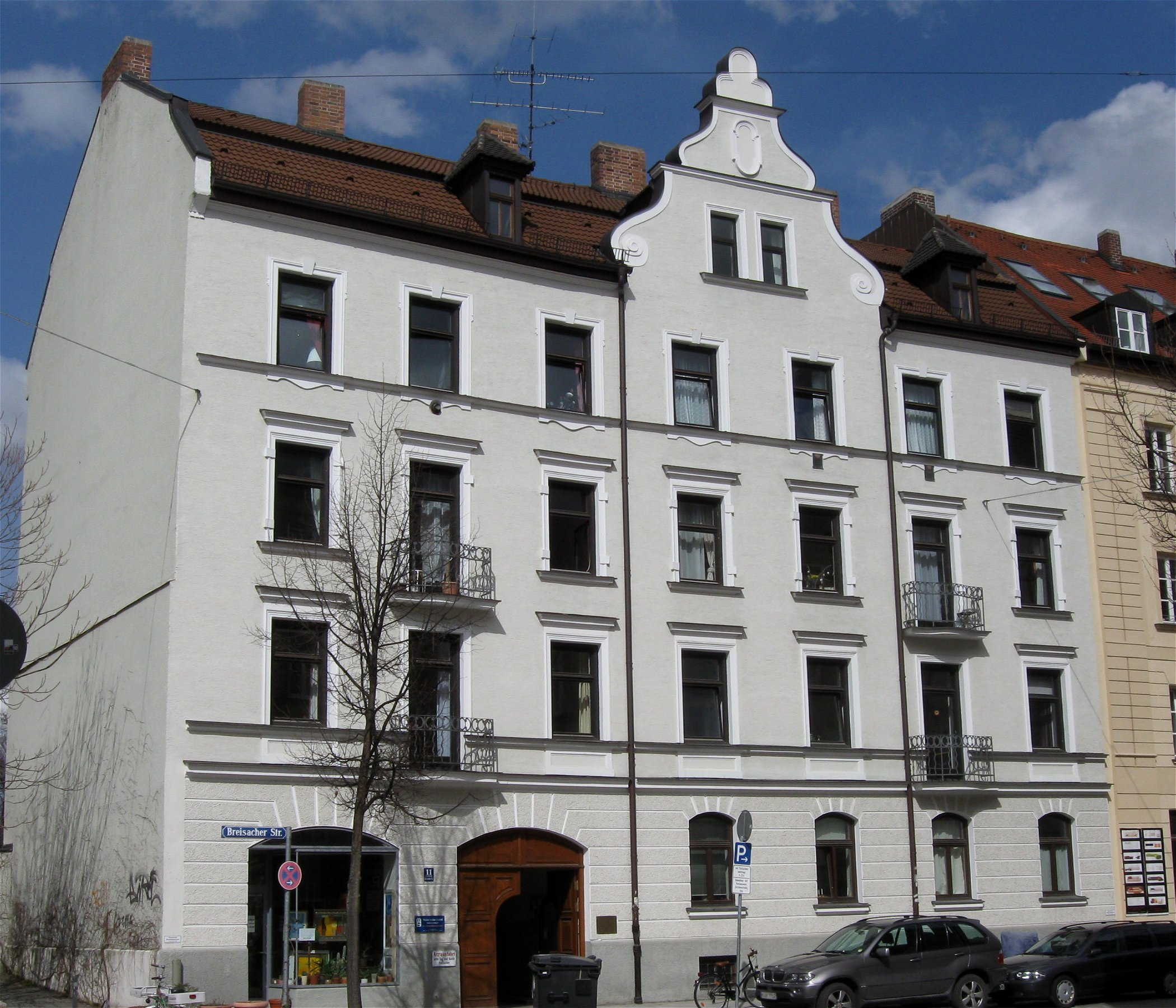
Breisacher Straße 11
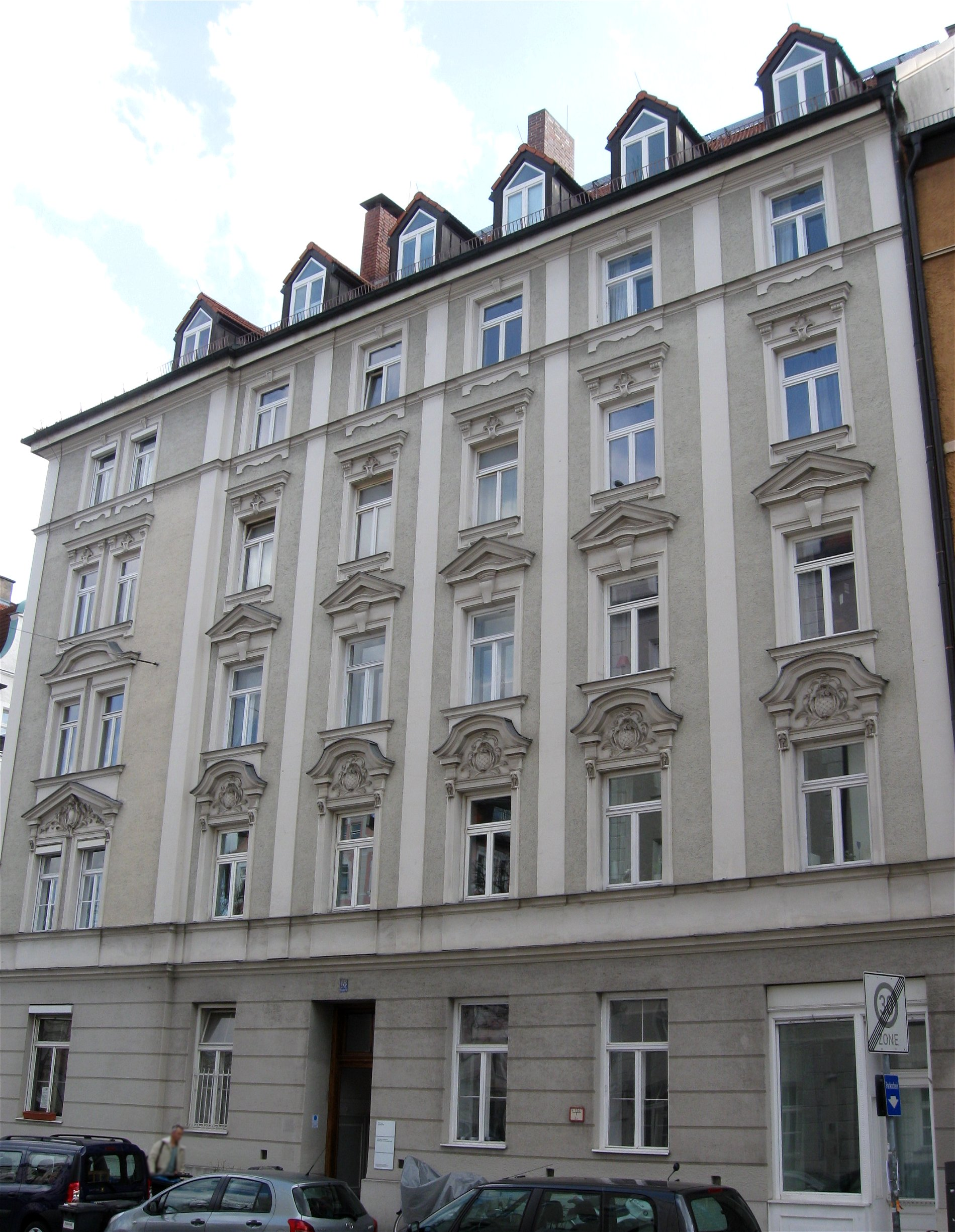
Breisacher Straße 18
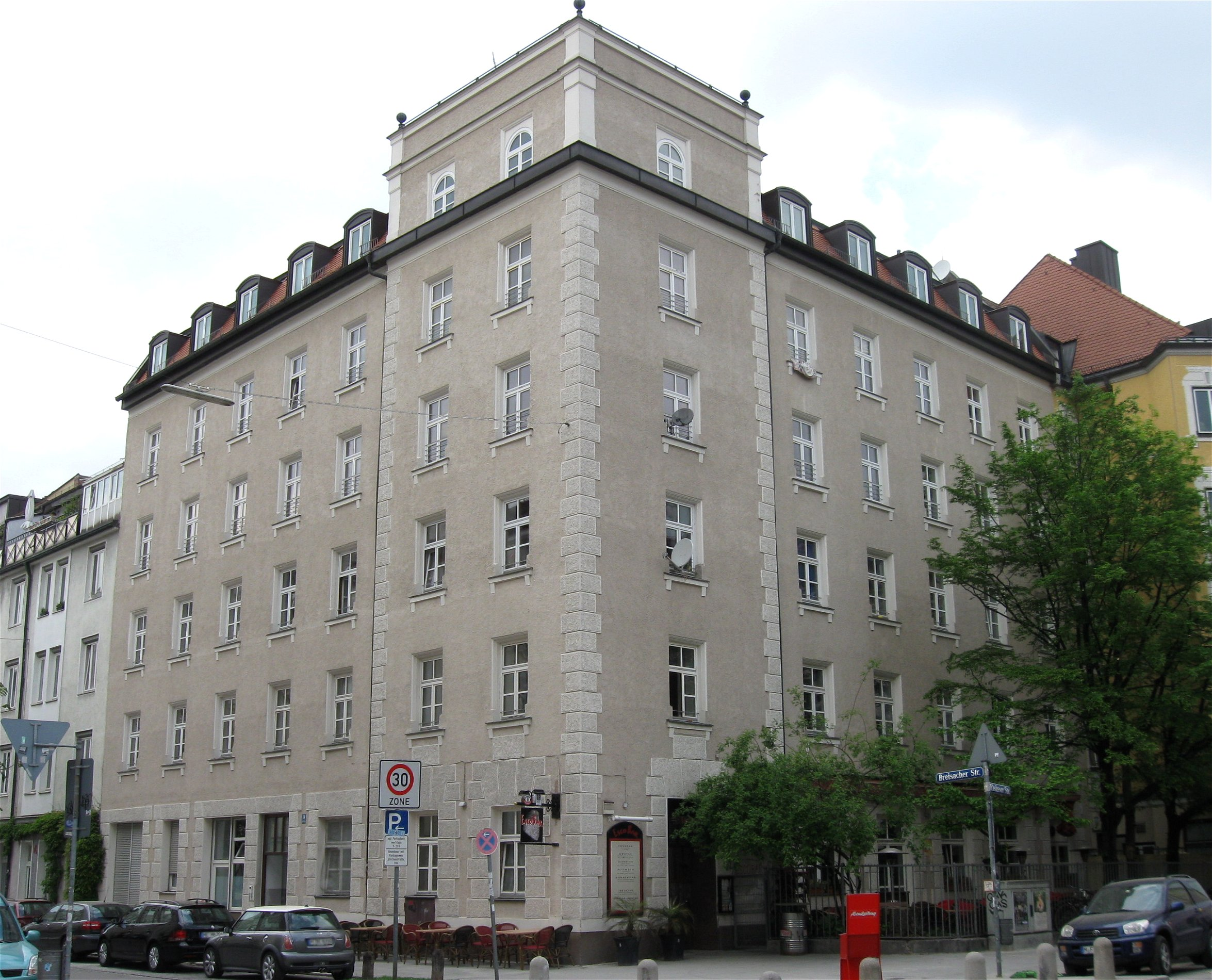
Breisacher Straße 19
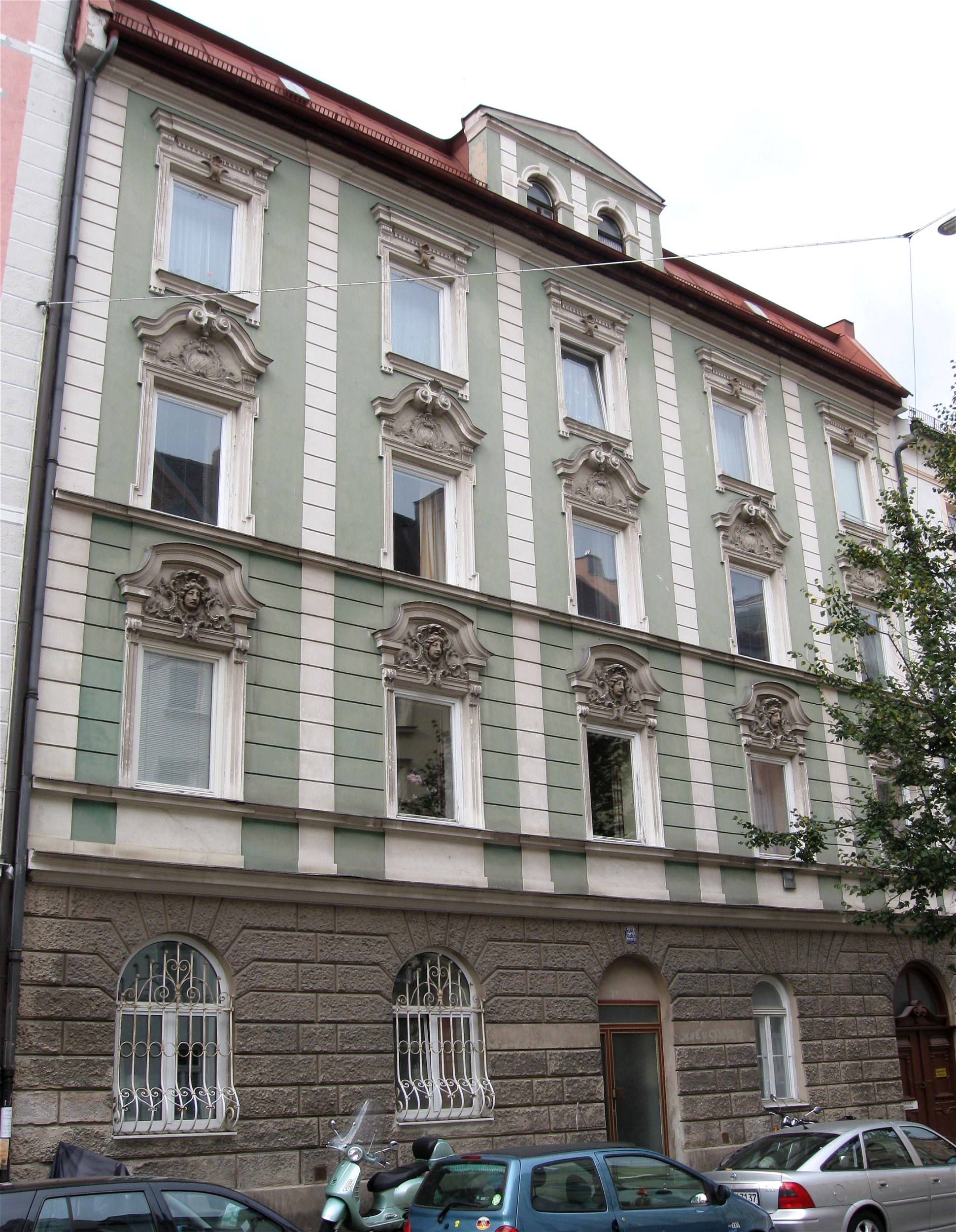
Breisacher Straße 23
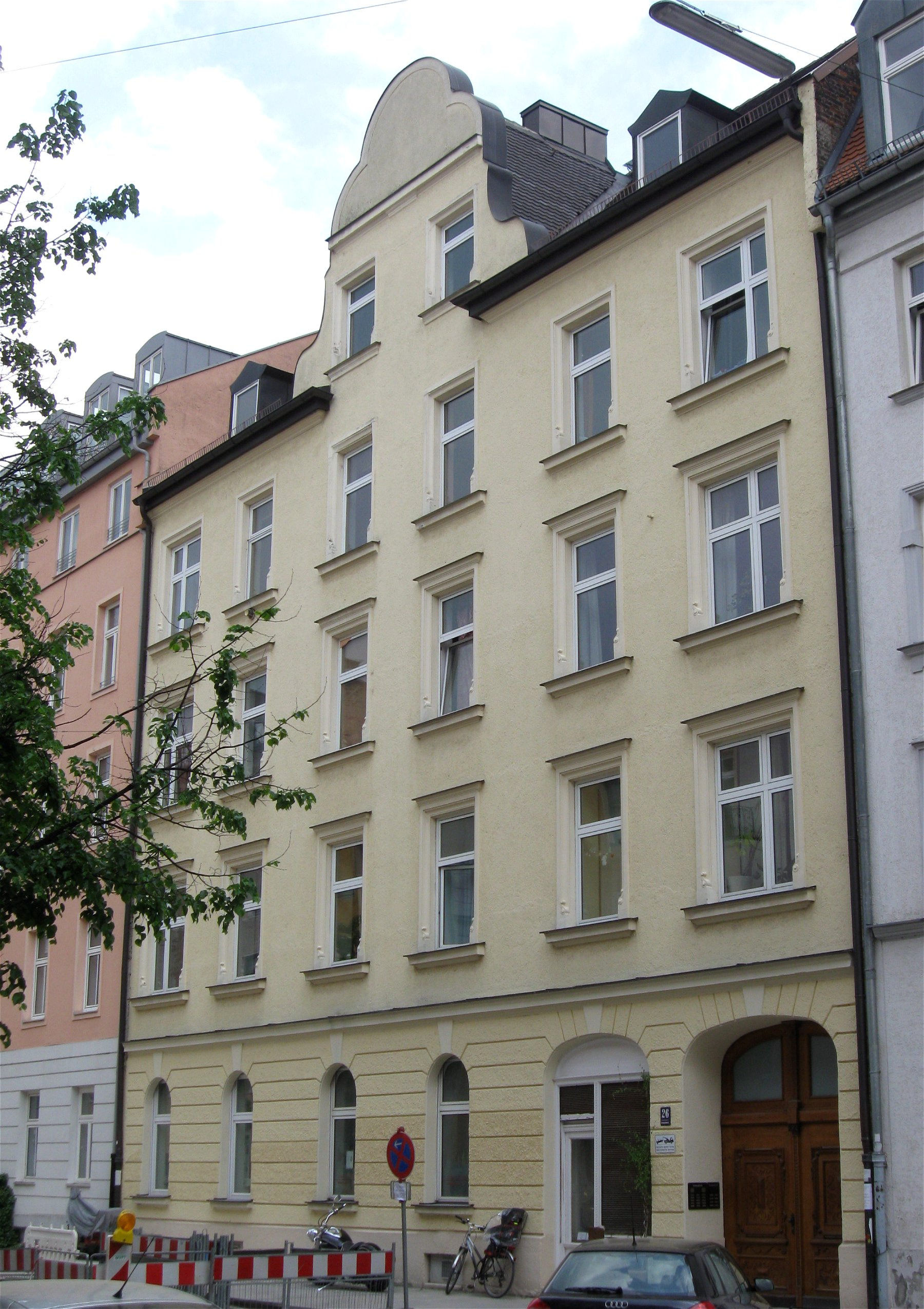
Breisacher Straße 26

## Kirchenbau

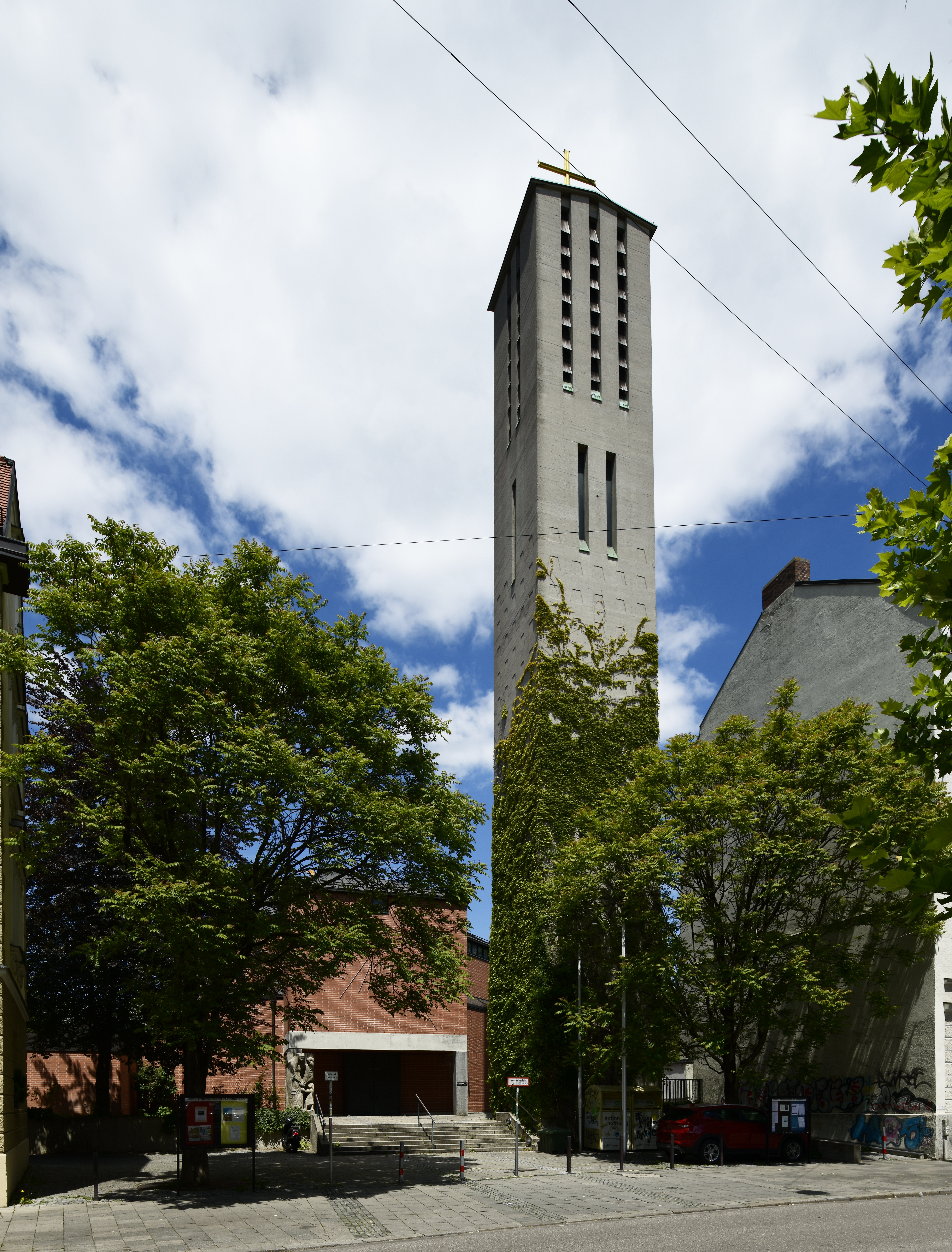
St. Elisabeth

An der Breisacher Straße 9a liegt die 1956 errichtete und nach weitgehendem Abbruch (bis auf den Turm) 1995 neu errichtete katholische Pfarrkirche St. Elisabeth.